# Sputnikmusic
Sputnikmusic (o solamente Sputnik) è un sito web di recensioni e notizie musicali.
Il sito è stato accreditato come una fonte attendibile diventando un recensore in evidenza sul sito Metacritic, e viene spesso utilizzato come fonte da altri siti web.

## Storia
Il sito web è stato lanciato nel gennaio 2005 da Jeremy Ferwerda dal sito Mxtabs. Inizialmente era un sito amatoriale, dove qualsiasi utente poteva postare recensione. Nel giugno 2006 il sito fu accusato dal Music Publishers' Association sulla presunta illegittimità dei contenuti. Mxtabs è stato chiuso e successivamente acquistato da Musicnotes con collaboratori professionali.
Attualmente esistono quattro tipi di collaboratori: gli "staff writer", i "contributing Reviewers", gli "emeritus" e gli "utenti registrati".